# Jan Polack
Jan Polack, chiamato anche Pöllack, Polegkh, Johannes Polonus (presumibilmente a Cracovia, tra 1435-1450 – Monaco di Baviera, 1519), è stato un pittore tardo gotico polacco.
A causa del suo nome si presume che fosse di origine polacca, senza dubbio ha lavorato in Polonia. Si sposterà in Franconia e dal 1470 circa prenderà dimora fissa a Monaco di Baviera dove aprirà la sua bottega da artigiano. Dal 1482 è registrato al registro tasse di Monaco, dove diventerà il più importante pittore del tardo gotico.

Jan Polack La morte di San Cobiniano

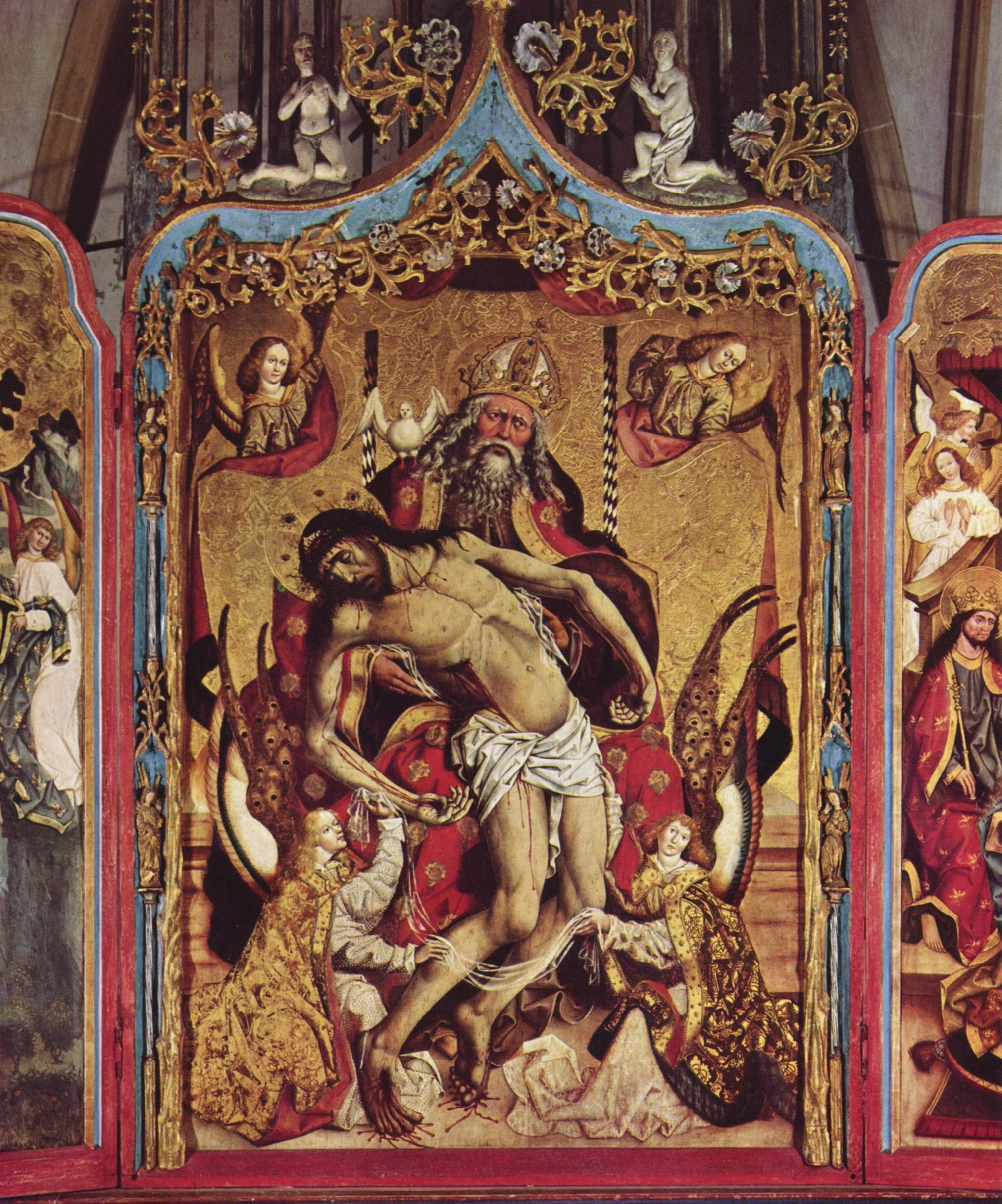
Jan Polack Pala dell'altare maggiore della chiesa del castello di Blutenburg

I lavori di Jan Polack sono influenzati da Michael Wolgemut, Veit Stoß e Hans Pleydenwurff. 
Creò altari, quadri su tavola, affreschi. Il suo altare maggiore per l'Abbazia di Weihenstephan a Frisinga si trova oggi nel museo diocesano di Frisinga. Altre sue opere sono conservate, ad esempio, nella Alte Pinakothek di Monaco o nel Germanisches Nationalmuseum a Norimberga.